# Javier Bermejo
Javier Bermejo (Sahagún, 13 de julio de 1984) es un actor de teatro, cine, y televisión, director de escena y profesor español. Ha trabajado en diferentes compañías como la Compañía Nacional de Teatro Clásico, el Centro Dramático Nacional y Teatro Corsario, bajo la dirección de José Carlos Plaza o Juan Margallo, entre otros, compartiendo tablas con Ana Belén, Lluís Homar, María Adánez o Assumpta Serna.

## Formación
Finaliza sus estudios de Arte Dramático en la Escuela Municipal de Música, Danza y Artes Escénicas de León en 2005. Es el primer leonés que obtiene el Título Superior de Arte Dramático, en Interpretación Textual, en la primera promoción de la Escuela Superior de Arte Dramático de Castilla y León en el año 2010. En 2008 recibe una beca de formación para realizar un curso de verano en Rusia en St.Petersburg State "Theatre Arts Academy".

## Carrera
En 1997, a los 12 años, hace su primera aparición pública participando en el entremés Los habladores (atribuido a Miguel de Cervantes) en los Talleres Provinciales de la Diputación de León.
En 2002, comienza sus estudios teatrales un año después inicia su participación en el grupo teatral leonés La Submarina. En 2022 dicha compañía adquiere entidad profesional (una de las escasas compañías de la provincia de León que lo son) y Javier Bermejo comienza a ejercer como administrador, director y actor de la misma en producciones como El señor Ibrahim y las flores del Corán, El Gran Prieto Confesiones de Don Quijote (en un lugar de las montañas de León) o Mortadelo (a la libertad desde el teatro). Completa su trabajo en el ámbito de la escena leonesa con su participación en compañías como Entre Estos, Perfil Teatro, Esparabán Teatro, Teatro Cuatro, La Rue Teatro y Teatro en Obras, Trejoviana Teatro, Años añísimos, u Orig3n Teatro. También crea junto a La Submarina las jornadas de microteatro con Tespresso. Essencia de Teatro en El Gran Café de la ciudad de León.
Desde el año 2006 desarrolla su trabajo actoral en diferentes compañías teatrales, como son la Compañía Nacional de Teatro Clásico, el Centro Dramático Nacional, Teatro Español,  Extravagario Teatro, Giradas Producciones, Producciones Faraute, La Quimera de Plástico, Teatro Corsario, Valquiria Teatro, Teatro Furtivo y Producciones Quiquilimón, representando obras de autores como William Shakespeare, Pedro Calderón de la Barca, Lope de Vega, José Zorrilla, Ramón Maria del Valle-Inclán, Miguel Delibes o Alberto Conejero. Algunos de estos trabajos han sido dirigidos por José Carlos Plaza, Juan Margallo, Carlos Martínez-Abarca, Jesús Peña, Mercedes Sáiz, Daniel Rovalher o María Heredia. En el escenario ha trabajado junto a Ana Belén, Lluís Homar, María Adánez, Fernando Sansegundo o Ernesto Arias entre otros, obteniendo diversos premios como actor  y como director. Ha realizado giras nacionales e internacionales en países como México, Marruecos, Croacia y Portugal.
En 2024 participa en la primera adaptación teatral de La lámpara maravillosa: Ejercicios espirituales, un ensayo de Ramón María del Valle-Inclán. La obra teatral, que lleva por título La lámpara maravillosa, inauguró en su estreno El salón de los balcones - Andrea O'Dorico del Teatro Español de Madrid.
Su participación en festivales de teatro comienza en 2003 en la V Semana de Teatro Intergeneracional en la calle de Villabalter, posteriormente, y de manera continuada, recorre distintos festivales de la geografía nacional como el Festival de Teatro Clásico de Mérida, Festival Internacional de Teatro Clásico de Almagro, Festival de Teatro Clásico de Olmedo, Festival de Teatro Clásico de Cáceres, Feria de Teatro de Castilla y León, Festival de Teatro de Olite, Sagunt a escena, Certamen Nacional de Teatro Garnacha de Rioja, Festival del Sur, Festival de Teatro de Málaga, o la Feria Internacional de artes escénicas para niños, niñas y familias de Gijón/Xixón o el Festival Internacional para la Infancia de Sibenik en Croacia.
La labor docente la inicia en 2011 como monitor en distintos talleres de teatro organizados por la Diputación de León, en distintas localidades de la provincia, en el curso 2014-2015, en el Colegio Nuestra Señora del Buen Consejo de León y en 2023-2024 en el Ayuntamiento de San Emiliano (Babia). 
Es profesor numerario de la Escuela Municipal de Música, Danza y Artes Escénicas del Ayuntamiento León, en 2015, 2018 y 2019, de las materias Expresión Corporal e Interpretación y de la escuela de teatro Aula T - Territorio Teatro de León, de 2011 a 2013 y desde 2024. En este centro, en 2019, imparte el taller pedagógico de interpretación teatral De lo trágico a lo cómico. Shakespeare y Molière. En 2016, el curso monográfico La igualdad de género desde el teatro en el IES Ramiro II de La Robla (León).
En 2024, también ejerce la labor de coach de actores en los cortometrajes Cuando nadie vigila, de Aran Gaspar, El duelo de Samuel Valero y en el largometraje El ritual de Huasao de Isaac Berrocal.

## Filmografía
Su andadura cinematográfica comienza en 2007 con el cortometraje Las becicletas y desde entonces ha participado en diferentes producciones tanto de largometrajes como de cortometrajes y documentales como A vueltas con Lorca,  dirigido por Germán Roda sobre el montaje homónimo de Carmelo Gómez o La controversia de Valladolid, basada en un debate desarrollado en Valladolid a mediados del siglo XV y considerado como el primer debate sobre la condición del ser humano y reconocido por la ONU como el "amanecer de los derechos humanos", emitido en 2024 por Radio Televisión Española. También participó en la película Poveda, que narra la vida del sacerdote y pedagogo Pedro Poveda en su lucha por educar a los niños de las cuevas de Guadix (Granada).
Por Poveda, Red de Libertad y Media Hora (y un epílogo) fue candidato a Mejor Actor revelación en los Premios Goya en las ediciones de 2017, 2018 y 2019 respectivamente.
También ha realizado diversas intervenciones en televisión, publicidad y radio.

### Largometrajes
| Año  | País              | Título                                 | Personaje              | Director/a           |
| ---- | ----------------- | -------------------------------------- | ---------------------- | -------------------- |
| 2013 | Bandera de España | V Centenario del Dulce Nombre de Jesús | Pedro Legón            | Fernando Arce        |
| 2016 | Bandera de España | Poveda                                 | D. Vicente, Sacerdote  | Pablo Moreno         |
| 2017 | Bandera de España | Santarrostru                           | Tano                   | Néstor del Barco     |
| 2017 | Bandera de España | Red de libertad                        | Guardia nazi testarudo | Pablo Moreno         |
| 2018 | Bandera de España | Media Hora (y un epílogo)              | Gamberro 1             | Epigmenio Rodríguez  |
| 2020 | Bandera de España | Claret                                 | Soldado herido         | Pablo Moreno         |
| 2023 | Bandera de España | La Controversia de Valladolid          | Fray Antonio Montesino | Juan Rodríguez-Briso |
| 2024 | Bandera de España | Pedro Puente, corazón de acogida       | Pedro Puente           | Fernando Jover       |

### Cortometrajes
| Año  | País              | Título                  | Personaje                          | Director                           |
| ---- | ----------------- | ----------------------- | ---------------------------------- | ---------------------------------- |
| 2007 | Bandera de España | Las becicletas          | Protagonista (Amador)              | Epigmenio Rodríguez                |
| 2008 | Bandera de España | El regreso              | Protagonista                       | Almudena Pascual                   |
| 2009 | Bandera de España | Y tú qué quieres        | Protagonista                       | D. Casero, J. Dragas...            |
| 2010 | Bandera de España | Love                    | Protagonista                       | Israel Arias y Miguel Ángel Alonso |
| 2012 | Bandera de España | Oscuridad blanca        | Secundario                         | Rodolfo Herrero                    |
| 2014 | Bandera de España | Las fugas de Isidro     | Secundario                         | José Fco. Sánchez Simón            |
| 2014 | Bandera de España | Nocturno                | Protagonista                       | Herminio Cardiel                   |
| 2016 | Bandera de España | Tríptico                | Secundario (Brian)                 | Manolo Martínez                    |
| 2016 | Bandera de España | Doce días de invierno   | Secundario (Jaime)                 | Damián Rodríguez                   |
| 2016 | Bandera de España | Cinco cortes            | Protagonista (Aprendiz de barbero) | Rodolfo Herrero                    |
| 2017 | Bandera de España | Indeciso                | Protagonista (Roberto)             | Fran Hervada                       |
| 2020 | Bandera de España | Perdición               | Padre de Alicia                    | Rodolfo Herrero                    |
| 2023 | Bandera de España | Kein                    | Kein                               | Manu Quiroga                       |
| 2023 | Bandera de España | Estábamos todos         | Secundario (Alberto)               | Manu Quiroga                       |
| 2023 | Bandera de España | Polvo de estrellas      | Secundario (Luis)                  | Pedro del Río                      |
| 2025 | Bandera de España | La leyenda del cuélebre | El padre                           | Rodolfo Herrero                    |

## Teatro

### Actor
- Un idilio ejemplar (Ferenc Molnar). Dirección colectiva, 2004.
- La caja de música (Alfonso Zurro). Margarita Rodríguez. Producciones Quiquilimón, 2006.
- Lope y Shakespeare (Lope de Vega y W. Shakespeare). Carlos Martínez-Abarca. ESADCyL, 2009.
- MedeAntígona (Eurípides, Anouilh, Safo, Müller y Conejero). David Ojeda. ESADCyL, 2010.
- Retablo de peregrinos (Valle, Lope, Lorca y Maluenda). Ruth Rivera. ESADCyL, 2010.[73][32]
- El sueño de una noche de verano (Shakespeare). Carlos Marchena. Teatro Furtivo, 2011 - 2013.[74]
- El doncel del caballero (Luis Matilla). Juan Margallo. La Quimera de Plástico, 2011 - 2017.[75]
- No hay burlas con el amor (Calderón de la Barca). Carlos Marchena. Teatro Furtivo, 2012 - 2014.
- Entre pícaros anda el juego (Luis Matilla). Tomás Martín. La Quimera de Plástico, 2013 - 2017.[16]
- Sweet home (Agamenón) (Alberto Conejero). Carlos Martínez-Abarca. Valquiria Teatro, 2013 - 2017.[76]
- Tartufo o el impostor (Molière) Trejoviana de Teatro, 2014.[77]
- El señor Ibrahim y las flores del Corán (Eric-Emmanuel Schmitt). La Submarina, 2015 - 2021.[78][79][80]
- Para siempre, siempre, siempre... (Ramón García Domínguez). La Quimera de Plástico, 2016.[81]
- Yo desahuciado? No! He acertado! (Alberto Díaz). La Submarina 2016-2017.[82]
- Traidor (José Zorrilla). Jesús Peña. Teatro Corsario, 2017- 2023.[83]
- Auto de los inocentes (Pedro Víllora). José Carlos Plaza. Compañía Nacional Teatro Clásico-Faraute, 2018 - 2019.[84]
- Confesiones de Don Quijote (Santiago Trancón). Daniel Rovalher. La Submarina, 2019 - 2025.[85][86]
- Divinas palabras (Valle-Inclán). José Carlos Plaza. Centro Dramático Nacional. Producciones Faraute, 2019 - 2021.[87][88]
- Las guerras de nuestros antepasados (Miguel Delibes). Luisa Hurtado. La Quimera de Plástico. 2021 - 2025.[89][90] [91]
- Antonio y Cleopatra. (Shakespeare). José Carlos Plaza. Compañía Nacional Teatro Clásico, 2021.[33]
- Cruzadas (Michel Azama). María Heredia.[92] Giradas Producciones,[25] 2023.
- El alcalde de Zalamea (Calderón de la Barca). Jesús Peña. Teatro Corsario, 2023 - 2025.[45]
- La lámpara maravillosa. (Ramón de Valle Inclán). María Heredia. Giradas Producciones, 2024, 2025.[42][43]

### Dirección y Versionado
En su faceta de director de teatro se ha encargado de la puesta en escena de obras tales como:
- Noche de miércoles, versión de La inconclusa, Teófilo Calle, 2010.
- La extraña pareja, Neil Simon, 2011.
- El trío en Mi-Bemol, Eric Rohmer, 2011.
- Entre pasos y Entremeses, Lope de Vega, Lope de Rueda y Cervantes, 2011-2015.
- El juez de los divorcios, Miguel de Cervantes, 2012.
- Las señoritas de Avignon, Jaime Salom, 2012-2014.[16]
- Un jurado sin piedad, adaptación de Doce hombres sin piedad de Reginald Rose, 2016-2025.[93][94]
- La inconclusa, Teófilo Calle, 2019-2023.[95]
- El gran Prieto, Miguel Murillo, 2022-2024.[96][97]
- Con Carmen, cinco momentos, versión con Sonia Martínez[98] de Cinco horas con Mario de Miguel Delibes. 2017- 2024.[90][99]
- Dos actores, José Sanchis Sinisterra, Lope de Vega y Carpio, Luis Matilla y Francisco de Quevedo, 2018-2024.[100][7][101][102]
- Las criadas, adaptación de Las criadas, Jean Genet. 2024-2025.[103]
- Mortadelo (A la libertad desde el teatro), Miguel Murillo, La Submarina y Mercedes Sáiz. 2024 - 2025.[104][105]
- Muerte veraz y veraz muerte de Abilio enamorado, Eduardo Blanco Amor, 2025.[106]
- El calor del amor en un bar e Idas y venidas, AA.VV, 2025.[106]